# 庙会之旅II
庙会之旅II是左小祖咒的专辑，发行于2011年9月。

## 专辑简介
《庙会之旅II》是左小祖咒于1999年出版的专辑《庙会之旅》的续集。专辑共有11首歌曲。其中《爱情的枪》和台湾歌手陈升合唱。

## 专辑目录
1. 吹牛
2. 姑娘，我偷到神的钱包
3. 爱情的枪
4. 英雄的亲戚
5. 咖啡时光
6. 你在夏天还没离开我
7. 在公园里行走
8. 苦鬼2011
9. 我的儿子叫钱云会
10. 钉子户
11. 最高处